# Circle of Danger
Circle of Danger is een Britse thriller uit 1951 onder regie van Jacques Tourneur. De film werd destijds uitgebracht onder de titel De dertiende getuige.

## Verhaal
De Amerikaan Clay Douglas reist naar Groot-Brittannië. Hij wil er uitzoeken waarom zijn broer werd omgebracht tijdens een commando-operatie in Frankrijk. Clay maakt kennis met enkele overlevenden van de operatie en hij kan zelfs de identiteit van de moordenaar achterhalen. Zo komt hij meer te weten over de ware toedracht.

## Rolverdeling
| Acteur            | Personage          |
| ----------------- | ------------------ |
| Ray Milland       | Clay Douglas       |
| Patricia Roc      | Elspeth Graham     |
| Marius Goring     | Sholto Lewis       |
| Hugh Sinclair     | Hamish McArran     |
| Naunton Wayne     | Reggie Sinclair    |
| Edward Rigby      | Idwal Llewellyn    |
| Marjorie Fielding | Margaret McArran   |
| John Bailey       | Pape Llewellyn     |
| Colin Gordon      | Kolonel Fairbairn  |
| Dora Bryan        | Bubbles Fitzgerald |
| Reginald Beckwith | Oliver             |
| David Hutcheson   | Tony Wrexham       |
| Michael Brennan   | Bert Oakshott      |